# Melzerella
Melzerella es un género de escarabajos longicornios de la subfamilia Lamiinae. Fue descrito por Costa Lima en 1931.

## Especies
- Melzerella costalimai Seabra, 1961
- Melzerella huedepohli Monné, 1979
- Melzerella inopinata Martins, Galileo y Santos-Silva, 2015
- Melzerella lutzi Costa Lima, 1931
- Melzerella monnei Wappes y Lingafelter, 2011